# Suzuki Bandit
Con il nome Bandit si identifica tutta una serie di modelli di motociclette prodotte dalla casa motociclistica giapponese Suzuki.
Dal 1990 è stata prodotta in varie serie e cilindrate, in versione naked o semicarenata, ovvero dotata di semicarenatura fissa superiore integrante il faro, riconoscibili rispettivamente dalle sigle "N" o "S" e tutte caratterizzate dalla sigla di produzione GSF:
- GSF250
- GSF400 (prodotta sino al 1997)
- GSF600N/GSF600S (prodotta dal 1995 al 2004)
- GSF650N/GSF650S da 656 cm³ (prodotta dal 2005)
- GSF1200N/GSF1200S (prodotta dal 1996 al 2006)
- GSF1250N/GSF1250S (prodotta dal 2007)

Tutti i motori sono doppio albero a camme in testa DOHC 4 cilindri e 16 valvole. I modelli 250 e 400 hanno utilizzato motori raffreddati ad acqua derivati dal GSX-R di medesima cilindrata. I modelli 600, 650, e 1200 hanno utilizzato sino al 2006 il motore Suzuki SACS (Suzuki Advanced Cooling System), un particolare motore introdotto negli anni ottanta con il modello GSX-R caratterizzato dal raffreddamento misto aria / olio.
Dal 2007 rimangono in vendita le versioni da 650 e 1.250 cm³ di cilindrata, che ora sono raffreddate a liquido e hanno l'iniezione elettronica per essere conformi alle nuove normative Euro 3.